# Книга землі

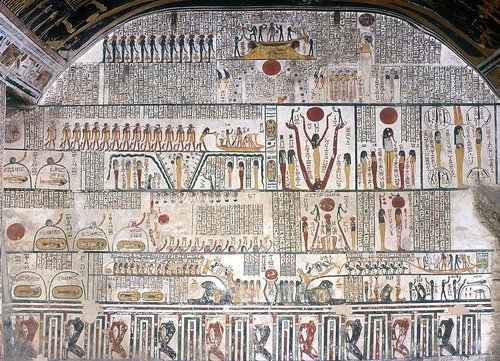
Сцена з першої частини книги. Фреска з гробниці Рамсеса V (KV9).

Книга землі — давньоєгипетський заупокійний текст, якому були дані багато назв, наприклад, такі як «Створення сонячного диска» і «Книга Акера». Вперше книга з'явилася на стінах гробниць Мернептаха, Рамсеса III, Рамсеса VI, Рамсеса VII і в гробниці цариці Таусерт. Книга землі була доповненням до Книги печер. Ключовими фігурами в цій книзі були Осіріс, Ра і Ба. Згідно з текстом книги, сонце здійснювало свій довгий шлях через землю бога Акера.

## Першоджерела
Сцени з книги були виявлені на всіх стінах гробниць Рамсеса VI і Рамсеса VII. На стінах інших царських гробниць, в епоху з Нового царства до Пізнього періоду, були виявлені кілька додаткових сцен, але через те, що багато сцен з книги були хаотично розкидані, порушився порядок супроводжуваних зображень.
Жан-Франсуа Шампольйон був першим, хто опублікував сцени зображень та тексти з гробниці Рамсеса VI. Його праця називалася «Пам'ятники з Єгипту» («Monuments de l'Egypte»), в якій була дана розшифровка ієрогліфів з гробниці Рамсеса VI. Російський єгиптолог Александр П'янков був першим, хто по-справжньому вивчив склад зображень з ієрогліфами  [Архівовано 27 лютого 2015 у Wayback Machine.], і першим, хто звернув увагу на зміст, який приховували зображення. Бруно Стрікер в 1963 році, охарактеризував книгу як «божественну ембріологію».

## Структура книги
Учені припускають, що вцілілі панелі початкової композиції були розділені на три регістри. Сьогодні до кінця не ясно, чи були сцени з інших гробниць частиною Книги землі або ж вони представляли собою самостійні твори.
Вчені вважають, що книга ділиться на дві половини, в кожній з яких присутні сцени покарання. У Книзі землі, сонячний диск використовується як часто повторюваний елемент. Сцени з книги в гробниці Рамсеса VI орієнтовані таким чином, що лицьова частина зображення розташована праворуч, тому їх можна прочитати в напрямку справа наліво. Це є повною протилежністю звичайному розташуванню сцен на думку Олександра П'янкова.

## Зміст книги
Книга розділена на п'ять основних компонентів: Частина Е, Частина D, Частина С, Частина В і Частина А. До складу цих компонентів входять такі теми: створення сонячного диска, подорож Ра в підземний світ і вихід його на світло. Основна частина сюжету відбувається в Частині D і Частині А.

### Частина Е
У цій частині зображено шість богів, які моляться сонячному диску на похоронних пагорбах. Це найменша з відомих частин книги і швидше за все вона не є початком Книги землі.

### Частина D
Частина D найімовірніше є подорожжю до царства мертвих, головним героєм виступає Осіріс, який розташовується усередині гробниці, яка охороняється зміями. Трохи нижче під Осірісом розташовані боги Анубіс і той хто простягнув до них руки, щоб забезпечити захист тілу. Ця сцена зображує оновлення, а на сценах з двох суміжних сторін зображені покарання. У сценах покарання, боги представлені як такі, що карають і підтримують розпечені котли.
Далі, мумія бога сонця стоїть на великому сонячному диску, укладеному двома парами рук, яке піднялося з глибин Нуна. По обидві сторони від Ра простяглася гірлянда з дванадцяти зірок і дванадцяти маленьких сонячних дисків, які вказують на хід годинника. Кінці гірлянди тримають дві богині розташовані праворуч і ліворуч сцени.
У заключній частині сцени зображений бог Акер, що має вигляд подвійного сфінкса, на ньому розташована барка бога сонця. Знизу барку підтримують два урея, а всередині барки бог Хепрі і Тот віддають молитви богові сонця Ра. Під Баркою розташовані дві королівські фігури, які притримують сонячний диск, а по обидва боки від них стоять Нефтіда і Ісіда, які підтримують крилатого жука скарабея.
Середній регістр починається із зображення Гора, що піднімається з божественної фігури, іменованої «Єдність Заходу». Далі йдуть сім пагорбів, в кожному з яких знаходиться бог. Потім, Гор з головою сокола піднімається з тіла Осіріса, якого захищають від мерців Ісіда і Нефтида.
У наступній сцені Нун обома руками тримає сонячний диск і два урея тримають інший сонячний диск. У верхній частині сонячного диска зображена змія, яка ймовірно може символізувати відродження сонця. Як і в багатьох інших давньоєгипетських сценах, в нижньому регістрі показані покарання ворогів (тіла перевернуті догори ногами) в «Місці знищення», оскільки він знаходиться нижче рівня богів. Боги є більш важливими фігурами, тому вони розташовані вище за інших. Бог сонця зображений з декількома саркофагами, а під ним розташовані четверо переможених ворогів.
У висновку сцени зображений труп у великому саркофазі, розташований в місці знищення, яке Ра назвав «Місцем шетіт». Це і є царство мертвих, в якому боги і богині підносячись над тілом, моляться, піднявши до неба руки. В останній сцені зображений змій Апоп, схоплений богами з головою барана.

### Частина C
Частина C складається з трьох регістрів, які можуть з'єднуватися з Частиною D, проте точна їх послідовність досі залишається невідомою. Верхній і середній регістри, обидва починаються із зображення бога сонця з головою барана. Два птахи Ба (один на жердині, а другий над жуком скарабеєм) звертаються з молитвами до бога сонця, і бог, чиє ім'я невідоме, вітає Ра. В середньому регістрі, позаду невідомого бога стоять два бога з головою барана і один бог з головою змії. Ці боги в захисній позі, протягнули свої руки до сонячного диска, верхня частина якого увінчана головою сокола «Гора з загробного світу».

### Частина B
Регістри цього розділу є найменш зрозумілими, тому багато частин цілком можуть належати частині А. У перших сценах цього розділу зображені чотири овальних форми з муміями всередині, які здатні дихати завдяки променям бога сонця. Є також чотири перевернутих пагорби, які перебувають під захистом від змій. В основній частині цього розділу, вертикально стоїть мумія, яку називали «трупом бога», вона ж була і сонячними диском бога. Перед ним, піднімається змія з пари рук, які тримають бога і богиню, воздають йому хвалу. Позаду мумії інша пара рук, названа «руками пітьми», які підтримують крокодила Пенвенті.
В наступному сюжеті зображено чотири овали, в яких знаходяться мумії та птиці-Ба, по одній у кожному овалі. Поруч розташовані два додаткових ієрогліфа, що зображують тіні. Під цією ілюстрацією зображені дві барки в яких знаходяться мумії Осіріса і сокологолового Гора. Над Осірісом варто з простягнутими до його мумії руками Ісіда, а над Гором стоїть Нефтида. З обох боків у кожної барки зображені сонячні диски.
У заключній частині книги Землі, у верхній частині зображений великий похоронний пагорб, в якому міститься сонячний диск і невідоме божество, яке йому молиться. Дві голови показуються із землі і дві богині, розташовані по обидва боки від великого похоронного пагорба, також віддають хвалу. Прямо під цією фрескою, в нижньому регістрі, зображені чотири бога і чотири птахи-Ба, які також віддають молитви сонячному диску, піднявши обидві руки до нього.

### Частина А
На початку цього розділу, бог сонця в оточенні мумій, стоїть на поховальному пагорбі, який єгиптяни називали «пагорбом пітьми». Над цим пагорбом розташовується сонячна барка. Слідом за цією сценою зображений Акер у вигляді подвійного сфінкса. Сонячна барка розташована між входом і виходом з царства мертвих. Кормова сторона барки звернена до виходу. Нижче зображено воскресіння тіла сонця. Це звичайна сцена, яку зображували всередині царських саркофагів. Голова сокола визирає з сонячного диска і світло падає на «таємничий труп», що лежить внизу. У наступній сцені зображені дванадцять богинь, кожна з яких є певною годиною ночі. Над головою у кожної богині зображений червоний сонячний диск, а поряд з тілом богинь намальовані ієрогліфи «зірка» та «тінь».
На початку четвертої сцени, деякі мумії, знаходяться всередині чотирьох гігантських кіл. У п'ятій сцені, зображений бог, якого праворуч і ліворуч оточують боги меншого розміру. За припущенням вчених в центрі зображений Осіріс, праворуч від нього Тефнут і Шу, а ліворуч Хепрі і Нут. У шостій сцені зображена голова і пара рук, які піднімаються з глибини. Зверху на цій голові стоїть богиня «Руйнівниця», що підняла вгору руки для того щоб прийняти сонячний диск. Руки, що піднімаються з глибини підтримують двох богинь, ліворуч богиня сходу, а праворуч богиня заходу; обидві богині з піднятими руками звернені обличчям до сонячного диска. Вважається, що верхній регістр шостої частини закінчується рядком з назвою цієї роботи, але так це чи ні до кінця невідомо.
Середній регістр знову починається із зображення сонячної барки. Цю барку тягнуть чотирнадцять богів з головами барана. У наступній сцені, бог з ерегированним фалосом стоїть у печері, в оточенні дванадцяти богинь зірок, які направляють в його бік червоні диски.
Далі міститься сцена, зображення якої хаотично розкидані навколо всієї гробниці Рамсеса VI. У цій сцені зображені похоронні пагорби, на вершинах яких розташовані голови з піднятими до неба руками. Руки розташовані в позі вихваляння.
У третій сцені зображено народження Сонця. Подібна сцена в більш детальному варіанті також зустрічається всередині саркофага Рамсеса IV.